# Diascia (växter)
För andra betydelser, se Diascia (olika betydelser).
Diascia (svenskt namn: Tvillingsporrar) är ett släkte med omkring 70 kända arter . De är fleråriga blommande örter i familjen flenörtsväxter  och växer naturligt i södra Afrika, till exempel i Sydafrika,
De perenna arterna påträffas huvudsakligen i områden med regn på sommaren, som KwaZulu-Natal. Ungefär 50 arter, huvudsakligen ettåriga, påträffas i områden med regn på vintern, som Västra Kapprovinsen och Namaqualand.
Namnet dubbelsporrar refererar till de två (vanligtvis nedåtriktade) sporrarna på blommornas baksida. De är till hjälp vid identifieringen, för att skilja exemplar av Diascia från de likartade och nära besläktade släktena Alonsoa och Nemesia. Sporrarna innehåller en olja som samlas in av vilda bin is släktet Rediviva som verkar ha utvecklats tillsammans med dessa växter eftersom de har ovanligt långa framben som passar till insamlandet av den oljan.
I trädgårdar har kulturformer (mestadels hybrider) av Diascia på senare år blivit populära genom sina färgrika blommor och att de är lätta att odla.